# Iguanura tenuis
Iguanura tenuis är en enhjärtbladig växtart som beskrevs av Donald R. Hodel. Iguanura tenuis ingår i släktet Iguanura och familjen Arecaceae.

## Underarter
Arten delas in i följande underarter:
- I. t. khaosokensis
- I. t. tenuis